# カレン・コンダジアン
カレン・コンダジアン（Karen Kondazian、1950年1月27日 - ）は、アメリカ合衆国の女優。マサチューセッツ州ニュートン出身。

## 出演作品

### 主な出演映画
- 1977年 最後の絞殺魔 ブロンド美女謎の猟奇連続殺人(Bare Knuckles) - パメラ・デヴリン(Pamela Devlin)[1]
- 1986年 コブラ(Cobra) - Nurse[1]
- 1995年 悪魔たち、天使たち(en:Steal Big Steal Little) - Mrs. Agopian[1]